# Ixylasia kelleri
Ixylasia kelleri là một loài bướm đêm thuộc phân họ Arctiinae, họ Erebidae.